# شباش میتو
شباش میتو (انگلیسی: Shabaash Mithu) فیلم هندی درام ورزشی زندگی‌نامه‌ای هندی-زبان است که در سال ۲۰۲۲ اکران گردید، کارگردانی فیلم را سریجیت موکرجی بر عهده داشت و توسط شرکت وایاکام۱۸ استودیوز تولید شد. این فیلم بر اساس زندگی میتعلی راج، کاپیتان سابق تیم ملی کریکت زنان هند در فرم بازی تست و اُ‌دی‌آی است که نقش محوری فیلم را تاپسی پانو بازی کرده‌است. این فیلم فراز و نشیب زندگی میتعلی و نیز لحظات افتخار آفرینی او را به تصویر کشیده‌است. فیلم در روز ۱۵ ژوئیه ۲۰۲۲ به نمایش درآمد. منتقدان در مورد این فیلم نظرات مختلفی را اظهار کردند که بیشتر آنها مثبت بود ولی در گیشه فروش به یک فیلم شکست خورده فجیع تبدیل شد و کمی کمتر از یک دهم بودجه تولید را در گیشه فروش کسب کرد.